# Android Jelly Bean
Android Jelly Bean este numele de cod dat celei de-a zecea versiuni a sistemului de operare Android dezvoltat de Google, cuprinzând trei versiuni majore (4.1, 4.2, și 4.3). Printre dispozitivele care rulează Android 4.1 până la 4.3 se numără Nexus 7 (2012), Nexus 4, Nexus 10 și Nexus 7 (2013).
Prima dintre aceste trei versiuni, 4.1, a fost dezvăluită la conferința Google I/O din iunie 2012. S-a concentrat pe îmbunătățiri ale performanței menite să ofere sistemului de operare o senzație mai fluidă, îmbunătățiri ale sistemului de notificare și alte modificări interne. Alte două versiuni sub numele Jelly Bean în octombrie 2012 (4.2) și iulie 2013 (4.3).
4.2 – care a inclus optimizări suplimentare, suport multi-utilizator pentru tablete, widget-uri pentru ecranul de blocare, setări rapide și economizoare de ecran.
4.3 – care conținea îmbunătățiri suplimentare. Primul dispozitiv cu Android Jelly Bean a fost Nexus 7 din 2012.